# My Little Pony: Equestria Girls
My Little Pony: Equestria Girls, ou simplesmente conhecido Equestria Girls, é uma linha de produtos fashion dolls e uma franquia de mídia, lançada em 2013 pela empresa americana Hasbro, como spin-off do relançamento de 2010 da franquia do mesmo nome e sua série de televisão A Amizade É Mágica. Equestria Girls apresenta versões  das personagens da série animada My Little Pony: A Amizade É Mágica. Equestria Girls apresenta versões antropomórficos dos personagens de My Little Pony desse período. Inclui várias linhas de bonecas, conexões de mídia e mercadorias licenciadas.
Além dos brinquedos da Hasbro, a Allspark Animation (anteriormente creditada pela Hasbro Studios), uma subsidiária da Hasbro, encomendou uma produção de desenhos animados, incluindo quatro filmes, oito especiais de televisão e várias séries de curtas de animação.
O cenário Equestria Girls é estabelecido como uma contrapartida paralela ao mundo principal de Equestria na encarnação de 2010 de My Little Pony, povoada com versões humanAs dos personagens da franquia; o site da Hasbro os descreveu como "estudantes em tempo integral e garotas pôneis mágicas em tempo parcial".

## Desenvolvimento e lançamento
My Little Pony: A Amizade É Mágica, embora voltado para crianças mais novas, ganhou um número surpreendente de fãs mais velhos na casa dos 20 e 30 anos, conhecidos como "bronies". Entre as obras de fãs produzidas por essa turma mais velha estão a arte reinventada de A Amizade É Mgica, lançada como equivalentes humanos. A Hasbro viu essa arte e teve a ideia de desenvolver o spin-off com uma reformulação semelhante.
O primeiro uso oficial do termo "Equestria Girls" remonta a 2011, quando o canal de televisão dos EUA, The Hub (uma joint venture entre a Discovery Communications e a Hasbro; agora conhecido como Discovery Family) lançou um trailer promocional da série de televisão A Amizade É Mgica da Hasbro Studios, que apresentava uma versão modificada depublicada de "California Gurls" por Katy Perry; no entanto, o trailer não tem nada a ver com a franquia lançada posteriormente.
Em dezembro de 2012, a Hasbro registrou a marca "Equestria Girls" no United States Patent and Trademark Office. A franquia foi brevemente mencionada na mídia no início de fevereiro e março de 2013. Durante uma entrevista na edição de fevereiro/março da revista Kidscreen, Finn Arnesen, o vice-presidente Hasbro para distribuição e desenvolvimento internacional, "My Little Pony", uma "prioridade máxima" da empresa; "Equestria Girls" foi descrita como "uma nova série de companheiras" que "envia[s] heroínas pôneis para uma missão de ir ao mundo novo, onde eles tomarão a forma humana". Em maio de 2013, primeiro filme e outras estratégias comerciais relacionadas à marca, que foram anunciadas, e Equestria Girls foi incluído no programa de licenciamento da Hasbro ligado a "My Little Pony", anunciou em junho de 2013, que começou com Licensing International Expo 2013 juntamente com outros direitos de propriedade intelectual da empresa. O spin-off surgiu em conjunto com o 30º aniversário da marca My Little Pony.
Além dos brinquedos, a Hasbro planejou a produção de produtos e mídias relacionadas, incluindo filmes, roupas e acessórios. O diretor de marketing da Hasbro, John A. Frascotti, descreveu a linha como uma "importante iniciativa estratégica" para a empresa. Os brinquedos da forma humana foram desenvolvidos para atrair as meninas na adolescência como um meio de estender a marca My Little Pony. Além disso, a Hasbro continuará seus acordos de licenciamento com editora de livros Little, Brown and Company e a banda desenhada IDW Publishing para publicar obras relacionadas.
No comentário de áudio incluído no vídeo caseiro de Equestria Girls: Rainbow Rocks, Meghan McCarthy disse que 'Equestria Girls inicialmente não tinha a intenção de se tornar uma franquia contínua, e a ideia de uma sequência não passou por sua mente.

## Premissa
Equestria Girls ocorre em uma versão alternativa de Equestria que lembra a Terra dos dias modernos, cuja população consiste em humanos com peles de cores diferentes da cor da pele humana usual, com a maioria sendo semelhantes às suas contrapartes na série principal de televisão e linha de brinquedos de My Little Pony em termos de aparência e personalidade. Vários locais no mundo paralelo servem como contrapartes às principais cidades e estabelecimentos em Equestria: por exemplo, Canterlot High School, que corresponde a Canterlot em Equestria, é administrada pela Diretora Celestia e sua irmã, Vice-diretora Luna, que são equivalentes a Princesas Celestia e Luna, as governantes de Equestria.

## Sinopse
Equestria Girls segue Princesa Twilight Sparkle no mundo paralelo, que é acessado através de um espelho mágico. Juntos, com as contrapartes de suas amigas pôneis: Rainbow Dash, Pinkie Pie, Applejack, Rarity e Fluttershy, juntamente com seu assistente Spike, Twilight terá que lidar com os vários acontecimentos mágicos em Canterlot High.
Filmes posteriores introduzem dois personagens principais adicionais que servem como substitutos de Twilight (devido a seus deveres em Equestria como a Princesa da Amizade). Sunset Shimmer, uma ex-aluna da Princesa Celestia; e Twilight "Sci-Twi" Sparkle, a contraparte cientista do mundo paralelo da própria Princesa Twilight Sparkle.

## Elenco

### Filmes, curtas de animação e websérie
| Personagens                          | Filmes                                         | Filmes                                         | Filmes                                                                | Filmes                                         | Curtas de animação                             | Curtas de animação                             | Curtas de animação                             | Websérie                                       |  |
| Personagens                          | Equestria Girls                                | Rainbow Rocks                                  | Jogos da Amizade                                                      | A Lenda de Everfree                            | Curtas de Rainbow Rocks                        | Curtas de Jogos da Amizade                     | Summertime Shorts                              | Better Together/Você Escolhe o Próprio Final   |  |
| Personagens                          | 2013                                           | 2014                                           | 2015                                                                  | 2016                                           | 2014                                           | 2015                                           | 2017                                           | 2017–presente                                  |  |
| ------------------------------------ | ---------------------------------------------- | ---------------------------------------------- | --------------------------------------------------------------------- | ---------------------------------------------- | ---------------------------------------------- | ---------------------------------------------- | ---------------------------------------------- | ---------------------------------------------- |  |
| Princesa Twilight Starscout Sparkle  | Tara StrongRebecca Shoichet (voz cantante)     | Tara StrongRebecca Shoichet (voz cantante)     | Camarote silenciosa                                                   |                                                | Rebecca Shoichet                               |                                                | Tara Strong                                    |                                                |  |
| Twilight Starscout Sparkle (Sci-Twi) |                                                | Tara Strong (cena pós-crédito)                 | Tara StrongRebecca Shoichet (voz cantante)                            | Tara StrongRebecca Shoichet (voz cantante)     |                                                |                                                | Tara StrongRebecca Shoichet (voz cantante)     | Tara StrongRebecca Shoichet (voz cantante)     |  |
| Sunset Shimmer                       | Rebecca Shoichet                               | Rebecca Shoichet                               | Rebecca Shoichet                                                      | Rebecca Shoichet                               | Rebecca Shoichet                               | Rebecca Shoichet                               | Rebecca Shoichet                               | Rebecca Shoichet                               |  |
| Applejack                            | Ashleigh Ball                                  | Ashleigh Ball                                  | Ashleigh Ball                                                         | Ashleigh Ball                                  | Ashleigh Ball                                  | Ashleigh Ball                                  | Ashleigh Ball                                  | Ashleigh Ball                                  |  |
| Rarity                               | Tabitha St. GermainKazumi Evans (voz cantante) | Tabitha St. GermainKazumi Evans (voz cantante) | Tabitha St. GermainKazumi Evans (voz cantante)                        | Tabitha St. GermainKazumi Evans (voz cantante) | Tabitha St. GermainKazumi Evans (voz cantante) | Tabitha St. GermainKazumi Evans (voz cantante) | Tabitha St. GermainKazumi Evans (voz cantante) | Tabitha St. GermainKazumi Evans (voz cantante) |  |
| Fluttershy                           | Andrea Libman                                  | Andrea Libman                                  | Andrea Libman                                                         | Andrea Libman                                  | Andrea Libman                                  | Andrea Libman                                  | Andrea Libman                                  | Andrea Libman                                  |  |
| Rainbow Dash                         | Ashleigh Ball                                  | Ashleigh Ball                                  | Ashleigh Ball                                                         | Ashleigh Ball                                  | Ashleigh Ball                                  | Ashleigh Ball                                  | Ashleigh Ball                                  | Ashleigh Ball                                  |  |
| Pinkie Pie                           | Andrea LibmanShannon Chan-Kent (voz cantante)  | Andrea LibmanShannon Chan-Kent (voz cantante)  | Andrea LibmanShannon Chan-Kent (voz cantante)                         | Andrea LibmanShannon Chan-Kent (voz cantante)  | Andrea LibmanShannon Chan-Kent (voz cantante)  | Andrea LibmanShannon Chan-Kent (voz cantante)  | Andrea LibmanShannon Chan-Kent (voz cantante)  | Andrea LibmanShannon Chan-Kent (voz cantante)  |  |
| Spike                                | Cathy Weseluck                                 | Cathy Weseluck                                 | Cathy Weseluck                                                        | Cathy Weseluck                                 | Camarote silenciosa                            |                                                | Cathy Weseluck                                 | Cathy Weseluck                                 |  |
| Diretora Celestia                    | Nicole Oliver                                  | Nicole Oliver                                  | Nicole Oliver                                                         | Nicole Oliver                                  | Camarote silenciosa                            | Nicole Oliver                                  | Nicole Oliver                                  |                                                |  |
| Vice-diretora Luna                   | Tabitha St. Germain                            | Tabitha St. Germain                            | Tabitha St. Germain                                                   | Tabitha St. Germain                            | Tabitha St. Germain                            | Tabitha St. Germain                            |                                                |                                                |  |
| FlashStarscout Sentry                | Vincent Tong                                   | Vincent Tong                                   | Vincent Tong                                                          | Vincent Tong                                   | Camarote silenciosa                            | Vincent Tong                                   |                                                |                                                |  |
| As Dazzlings                         |                                                | Kazumi EvansDiana KaarinaMaryke Hendrikse      |                                                                       |                                                |                                                |                                                |                                                |                                                |  |
| Diretora Abacus Cinch                |                                                |                                                | Iris Quinn                                                            |                                                |                                                |                                                |                                                |                                                |  |
| As Shadowbolts                       |                                                |                                                | Sharon AlexanderSienna BohnShannon Chan-KentBritt IrvinKelly Sheridan |                                                |                                                |                                                |                                                |                                                |  |
| Midnight Sparkle                     |                                                |                                                | Tara Strong                                                           | Tara Strong                                    |                                                |                                                |                                                |                                                |  |
| Gloriosa Daisy                       |                                                |                                                |                                                                       | Enid-Raye AdamsKelly Metzger (voz cantante)    |                                                |                                                |                                                |                                                |  |
| Timber Spruce                        |                                                |                                                |                                                                       | Brian Doe                                      |                                                |                                                |                                                | Brian Doe                                      |  |

### Especiais
| Personagens       | Especiais                                               | Especiais           | Especiais           | Especiais                                      | Especiais                                      | Especiais                                      | Especiais                                     | Especiais                                     |  |
| Personagens       | Magia da Dança                                          | Magia do Cinema     | Magia do Espelho    | Uma Amizade Pra Ser Lembrada                   | A Montanha-russa da Amizade                    | Pânico nas Férias                              | Festival de Música das Estrelas               | Aventuras de Fim de Ano                       |  |
| Personagens       | 2017                                                    | 2017                | 2017                | 2018                                           | 2018                                           | 2019                                           | 2019                                          | 2019                                          |  |
| ----------------- | ------------------------------------------------------- | ------------------- | ------------------- | ---------------------------------------------- | ---------------------------------------------- | ---------------------------------------------- | --------------------------------------------- | --------------------------------------------- |  |
| Twilight Sparkle  | Tara StrongRebecca Shoichet (voz cantante)              | Tara Strong         | Tara Strong         | Tara StrongRebecca Shoichet (voz cantante)     | Tara StrongRebecca Shoichet (voz cantante)     | Tara StrongRebecca Shoichet (voz cantante)     | Tara Strong                                   | Tara Strong                                   |  |
| Sunset Shimmer    | Rebecca Shoichet                                        | Rebecca Shoichet    | Rebecca Shoichet    | Rebecca Shoichet                               | Rebecca Shoichet                               | Rebecca Shoichet                               | Rebecca Shoichet                              | Rebecca Shoichet                              |  |
| Applejack         | Ashleigh Ball                                           | Ashleigh Ball       | Ashleigh Ball       | Ashleigh Ball                                  | Ashleigh Ball                                  | Ashleigh Ball                                  | Ashleigh Ball                                 | Ashleigh Ball                                 |  |
| Rarity            | Tabitha St. GermainKazumi Evans (voz cantante)          | Tabitha St. Germain | Tabitha St. Germain | Tabitha St. GermainKazumi Evans (voz cantante) | Tabitha St. GermainKazumi Evans (voz cantante) | Tabitha St. GermainKazumi Evans (voz cantante) | Tabitha St. Germain                           | Tabitha St. Germain                           |  |
| Fluttershy        | Andrea Libman                                           | Andrea Libman       | Andrea Libman       | Andrea Libman                                  | Andrea Libman                                  | Andrea Libman                                  | Andrea Libman                                 | Andrea Libman                                 |  |
| Rainbow Dash      | Ashleigh Ball                                           | Ashleigh Ball       | Ashleigh Ball       | Ashleigh Ball                                  | Ashleigh Ball                                  | Ashleigh Ball                                  | Ashleigh Ball                                 | Ashleigh Ball                                 |  |
| Pinkie Pie        | Andrea LibmanShannon Chan-Kent (voz cantante)           | Andrea Libman       | Andrea Libman       | Andrea LibmanShannon Chan-Kent (voz cantante)  | Andrea LibmanShannon Chan-Kent (voz cantante)  | Andrea LibmanShannon Chan-Kent (voz cantante)  | Andrea LibmanShannon Chan-Kent (voz cantante) | Andrea LibmanShannon Chan-Kent (voz cantante) |  |
| Spike             | Cathy Weseluck                                          | Cathy Weseluck      |                     | Cathy Weseluck                                 | Cathy Weseluck                                 | Cathy Weseluck                                 | Camarote silenciosa                           |                                               |  |
| As Shadowbolts    | Sharon AlexanderSienna BohnBritt IrvinShannon Chan-Kent |                     |                     |                                                |                                                |                                                |                                               |                                               |  |
| Juniper Montage   |                                                         | Ali Liebert         | Ali Liebert         |                                                |                                                |                                                |                                               |                                               |  |
| Starlight Glimmer |                                                         |                     | Kelly Sheridan      |                                                |                                                |                                                |                                               |                                               |  |
| Wallflower Blush  |                                                         |                     |                     | Shannon Chan-Kent                              |                                                |                                                | Camarote silenciosa                           |                                               |  |
| Vignette Valencia |                                                         |                     |                     |                                                | Tegan Moss                                     |                                                |                                               |                                               |  |
| As Dazzlings      |                                                         |                     |                     |                                                |                                                |                                                | Kazumi EvansDiana KaarinaMaryke Hendrikse     |                                               |  |
| PostCrush         |                                                         |                     |                     |                                                |                                                |                                                | Lili BeaudoinMariee Devereux                  |                                               |  |

## Personagens
Os seguintes personagens fizeram a sua estreia na série Equestria Girls, que é principalmente definido em um mundo fictício paralelo para o cenário de fantasia, habitado por pôneis do My Little Pony: A Amizade É Mágica. Atual encarnação de My Little Pony, acessível através de um espelho mágico. Os brinquedos e outras séries de mídia adicionalmente apresenta versões humanas alternativas de personagens pôneis em papéis semelhantes às séries de televisão; Personagens como retratado na série de televisão que viajam entre mundos assumem formas semelhantes no cenário alternativo.

### Personagens principais
Os personagens principais são coletivamente chamados de Equestria Girls. Começando em Rainbow Rocks, eles também são membros de uma banda de rock chamada As Rainbooms. Em A Lenda de Everfree, eles assumem habilidades mágicas que vêm de geodos que descobrem.
- Twilight Sparkle (dublada por Tara Strong, cantanda por Rebecca Shoichet) - Houve duas encarnações de Twilight Sparkle aparecem na série Equestria Girls.
  - Princesa Twilight Sparkle – o personagem alicórnio que apareceu em "A Amizade É Mágica", se transformou em uma adolescente humana após viajar de Equestria. Em Rainbow Rocks, ela temporariamente assume o papel de vocalista nas As Rainbooms.
  - Twilight Sparkle (também conhecido como Sci-Twi) – a contraparte do universo alternativo, fez uma breve aparição em uma cena pós-créditos de Rainbow Rocks. O personagem estreou formalmente em Jogos da Amizade como uma ex-aluna da Crystal Prep Academy, que eventualmente se transfere para Canterlot High School. Ela é a vocalista reserva das As Rainbooms e tem poderes telecinéticos.
- Spike (dublado por Cathy Weseluck) – um bebê dragão, retratado na série como um cão com habilidade de falar. Semelhante de Twilight, a personagem encarnada de "A Amizade é Mágica" parece nas duas primeiras formações, mascarando-se como um animal sem falar. Sua contraparte no universo alternativo incluída na programação dos Jogos da Amizade é o cachorro de estimação comum da "Sci-Twi", que ganha a habilidade de falar com a exposição à magia equestriana.
- Applejack (dublada por Ashleigh Ball) – uma estudante de Canterlot High, que trabalha na fazenda da família. Ela é a baixista das As Rainbooms e tem superforça.
- Rainbow Dash (dublada por Ashleigh Ball) – uma atleta estudante de Canterlot High, declarou ser a capitã de todas as equipes de esportes da escola que tem. Ela é a guitarrista elétrica, vocalista e compositora das As Rainbooms, e tem supervelocidade.
- Pinkie Pie (dublada por Andrea Libman, cantanda por Shannon Chan-Kent) – uma estudante divertida e amigável de Canterlot High. Ela é a baterista das As Rainbooms e pode fazer pequenos objetos explosivos.
- Rarity (dublada por Tabitha St. Germain, cantanda por Kazumi Evans) – uma estudante de alto nível e uma costureira talentosa, muito parecida com a sua contraparte de "A Amizade é Mágica". Ela é a keytarista das As Rainbooms e pode criar campos de força semelhantes a diamantes.
- Fluttershy (dublada por Andrea Libman) – uma aluna de Canterlot High, que trabalha como voluntária no abrigo de animais local. Ela é a pandeireta das As Rainbooms e pode se comunicar com animais.
- Sunset Shimmer (dublada por Rebecca Shoichet) – uma unicórnio de Equestria que reside no universo alternativo como estudante humana em Canterlot High. Nos filmes, a personagem é retratada como um estudante renegada da Princesa Celestia, que já foi corrompida, mas depois é reformada. Ela é a antagonista principal do primeiro filme, mas aos poucos vai deixando seu passado para trás e completando sua redenção. Ela é agora um das protagonistas e líder das contrapartes do universo paralelo das personagens principais. Em Jogos da Amizade, ela ajuda a salvar a contraparte do universo paralelo de Twilight Sparkle da corrupção mágica. Ela é a guitarrista rítmica das As Rainbooms e pode ler a mente das pessoas tocando-as fisicamente.

### Personagens de apoio

#### Recorrentes de personagens deA Amizade É Mágica
- Diretora Celestia (dublada por Nicole Oliver) – a diretora de Canterlot High.
- Vice-diretora Luna (dublada por Tabitha St. Germain) – a vice-diretora de Canterlot High e ela é a irmã mais nova de Celestia.
- Starlight Glimmer (dublada por Kelly Sheridan) - uma unicórnio basicamente a mesma da série, que aparece no último especial de "Equestria Girls", Magia do Espelho.

As contrapartes Equestria Girls dos personagens menores, coadjuvantes e de fundo da série de televisão "A Amizade é Mágica" também aparecem em filmes e curtas. Esses personagens incluem Amethyst Star, Cheerilee, as Cutie Mark Crusaders (Apple Bloom, Scootaloo, Sweetie Belle), DJ Pon-3, Lyra Heartstrings, Octavia Melody, Photo Finish, Sweetie Drops e Trixie.
As contrapartes dos personagens de "A Amizade é Mágica", que tiveram seus brinquedos lançados, mas não fizeram aparecem em nenhum dos filmes, curtas de mídia que incluem Rainha Chrysalis, Sapphire Shores e Zecora.

#### Personagens somente deEquestria Girls
- Flash Sentry (dublado por Vincent Tong) – ex-namorado de Sunset Shimmer, que tem um interesse romântico em Twilight Sparkle. Sua contraparte equestriana, um guarda pégaso real no Império do Cristal, também aparece no primeiro filme e Forgotten Friendship, e tem breves aparições em "A Amizade é Mágica".
- As Dazzlings são uma "banda vilã" de sereias, introduzida nas Rainbow Rocks. Eles são compostos pela líder Adagio Dazzle (dublada por Kazumi Evans) e suas duas cantoras de backup, Sonata Dusk (dublada por Maryke Hendrikse, cantanda por Madeline Merlo) e Aria Blaze (dublada Diana Kaarina, cantanda por Shylo Sharity). No filme Rainbow Rocks, o trio é retratada como sendo as principais antagonistas, sendo banidas para o mundo humano por Star Swirl e com o objetivo de controlar os moradores do mundo paralelo através de seus cantos encantados.
- Diretora Abacus Cinch (dublada por Iris Quinn) – Cinch aparece em Jogos da Amizade como principal antagonista, mas nenhum brinquedo deste personagem foi lançado a partir de 2016. Ela é retratada como diretora rígida de Crystal Prep Academy, uma escola de prestígios que rivaliza Canterlot High School nos Jogos de Amizade que fazem anualmente, e é obcecada com a manutenção da reputação de sua escola, manipulando sua estudante prestigiada, a contraparte do universo alternativo de Twilight Sparkle.
- Os Shadowbolts – os Shadowbolts são uma equipe esportiva de Crystal Prep que se opõe a Canterlot High, equipe de Wondercolts. Além da contraparte de Twilight Sparkle, a equipe inclui a Sugarcoat (dublada por Sienna Bohn), Sour Sweet (dublada por Sharon Alexander), Indigo Zap (dublada por Kelly Sheridan), Sunny Flare (dublada por Britt Irvin) e Lemon Zest (dublada por Shannon Chan-Kent).
- Gloriosa Daisy – conselheira do Camp Everfree, que eventualmente se transforma em uma criatura chamada Gaia Everfree após exposição à magia equestriana. Ela é apresentada em A Lenda da Everfree como a principal antagonista. No filme, Enid-Raye Adams dubla a personagem, enquanto Kelly Metzger para cantar.
- Timber Spruce – Timber Spruce é outro conselheiro do Camp Everfree. Ele é apresentado em A Lenda de Everfree ao lado de Gloriosa Daisy. Ele é dublado por Brian Doe no filme.
- Juniper Montage – a principal antagonista aparece em duas das três especiais de "Equestria Girls", Magia do Cinema e Magia do Espelho. Na Magia do Cinema, ela sabota a produção de filmes de seu tio, na esperança de ser escalada como a atriz principal. Na Magia do Espelho, ela encontra um espelho encantado que a corrompe em um monstro. Um brinquedo dela foi lançado em agosto de 2017. Ela é dublada por Ali Liebert.
- Wallflower Blush – a principal antagonista do primeiro especial de uma hora Forgotten Friendship. Ignorada pelas pessoas escolares em geral e com inveja da transformação da Sunset de valentão odiada para amada amiga, ela usa uma pedra mística para apagar as boas lembranças das amigas de Sunset. Ela é dublada por Shannon Chan-Kent.
- Vignette Valencia – a principal antagonista do segundo especial de uma hora Rollercoaster of Friendship. Ela é diretora de relações públicas do novo parque de diversões Equestria Land e conta com a mídia social para promovê-lo. Um punhado de magia equestre encanta o seu smartphone, permitindo-lhe apagar digitalmente as coisas de que não gosta e substituí-las por hologramas. Ela é dublada por Tegan Moss.
- PostCrush – uma dupla de pop-rock apresentada do quarto especial de uma hora Sunset's Backstage Pass como as principais antagonistas. A dupla é composta pela líder vocalista e guitarista Kiwi Lollipop (dublada por Lili Beaudoin, cantanda por Marie Hui), e baterista Supernova Zap (dublada por Mariee Devereux, cantanda por Arielle Tuliao).

## Mídia

### Produções de animação

#### Produções de Hasbro Studios / Allspark Animation
Allspark Animation (anteriormente creditado pela Hasbro Studios), uma subsidiária da Hasbro, encomendou a produção de vários filmes de animação, especiais e curtas (exceto curtas de Equestria Girls Minis). A maior parte da mídia animada foi produzida pela equipe de animação 2D da DHX Studios Vancouver no Canadá, com exceção dos Curtas de Canterlot Shorts de 2017, que foram produzidos pela Boulder Media na República da Irlanda (uma empresa adquirida pela Hasbro em 2016).
Os seguintes trabalhos foram produzidos neste âmbito:
| Título                                      | Data de exibição        | Diretor                       | Roteirista(s)                                                                | Produtor(es)                                            |
| Longas-metragens                            | Longas-metragens        | Longas-metragens              | Longas-metragens                                                             | Longas-metragens                                        |
| ------------------------------------------- | ----------------------- | ----------------------------- | ---------------------------------------------------------------------------- | ------------------------------------------------------- |
| Equestria Girls (2013)                      | 16 de julho de 2013     | Jayson Thiessen               | Meghan McCarthy                                                              | Sarah Wall e Devon Cody                                 |
| Rainbow Rocks (2014)                        | 27 de setembro de 2014  | Jayson Thiessen e Ishi Rudell | Meghan McCarthy                                                              | Sarah Wall e Devon Cody                                 |
| Jogos da Amizade (2015)                     | 26 de setembro de 2015  | Ishi Rudell                   | Josh Haber                                                                   | Devon Cody                                              |
| A Lenda da Everfree (2016)                  | 1 de outubro de 2016    | Ishi Rudell                   | Kristine Songco e Joanna Lewis                                               | Angela Belyea                                           |
| Especiais                                   |                         |                               |                                                                              |                                                         |
| Tales of Canterlot High (2017)              | 24 de julho de 2017     | Ishi Rudell e Katrina Hadley  | Gillian Berrow, Noelle Benvenuti, Dave Polsky e Rachel Vine                  | Angela Belyea                                           |
| Uma Amizade Pra Ser Lembrada (2018)         | 17 de fevereiro de 2018 | Ishi Rudell e Katrina Hadley  | Nick Confalone                                                               | Angela Belyea e Colleen McAllister                      |
| A Montanha-Russa da Amizade (2018)          | 25 de novembro de 2018  | Ishi Rudell e Katrina Hadley  | Nick Confalone                                                               | Angela Belyea e Colleen McAllister                      |
| Pânico nas Férias (2019)                    | 30 de março de 2019     | Ishi Rudell e Katrina Hadley  | Nick Confalone                                                               | Angela Belyea, Colleen McAllister e Katherine Crownover |
| Festival de Música das Estrelas (2019)      | 27 de julho de 2019     | Ishi Rudell e Katrina Hadley  | Whitney Ralls                                                                | Angela Belyea, Colleen McAllister e Katherine Crownover |
| Aventuras de Fim de Ano (2019)              | 2 de novembro de 2019   | Ishi Rudell e Katrina Hadley  | Anna Christopher                                                             | Angela Belyea e Katherine Crownover                     |
| Curtas                                      |                         |                               |                                                                              |                                                         |
| Curtas prelúdios de Rainbow Rocks (2014)    | 27 de março de 2014     | Ishi Rudell e Jayson Thiessen | Cindy Morrow, Amy Keating Rogers, Josh Haber e Natasha Levinger              | Devon Cody                                              |
| Curtas encore de Rainbow Rocks (2015)       | 1 de abril de 2015      | Ishi Rudell e Jayson Thiessen | Jayson Thiessen, Katrina Hadley, Brian Lenard, Daniel Ingram e Michael Vogel | Devon Cody                                              |
| Curtas prelúdios de Jogos da Amizade (2015) | 29 de agosto de 2015    | Ishi Rudell e Jayson Thiessen | Brian Lenard, Natasha Levinger, Ishi Rudell e Jayson Thiessen                | Devon Cody                                              |
| Summertime Shorts (2017)                    | 30 de julho de 2017     | Ishi Rudell e Katrina Hadley  | Gillian M. Berrow (exc. vídeos-clipes)                                       | —                                                       |
| Curtas de Better Together (2017–2020)       | 17 de novembro de 2017  | Ishi Rudell e Katrina Hadley  | Vários                                                                       | Angela Belyea e Colleen McAllister                      |

#### Curtas deEquestria Girls Minis
Equestria Girls Minis é uma websérie de curtas-metragens de 15 a 30 segundos de duração foram exibidos em vários meios de comunicação online, incluindo o site oficial da linha de brinquedos e o canal oficial do YouTube a partir do fim de 2015.
O estúdio de animação que produziu os curtas ainda não foi identificado.
| N.º  | Título                                                      | Revisão/Parte                          | Estrelando                                   | Duração                 | Lançamento                              | Notas             |
| ---- | ----------------------------------------------------------- | -------------------------------------- | -------------------------------------------- | ----------------------- | --------------------------------------- | ----------------- |
| 1    | "Pinkie Pie Slumber Party ft. Pinkie Pie"                   | (lançamento inicial) (versão revisado) | Pinkie Pie                                   | 25 segundos 15 segundos | 2015 11 de fevereiro de 2016            | [ nb 1 ] [ nb 2 ] |
| 2    | "Pinkie Pie Slumber Party ft. Twilight Sparkle"             | (lançamento inicial) (versão revisado) | Twilight Sparkle Spike                       | 15 segundos             | janeiro de 2016 11 de fevereiro de 2016 | N/A               |
| 3    | "Pinkie Pie Slumber Party ft. Rarity"                       | N/A                                    | Rarity                                       | 15 segundos             | 11 de fevereiro de 2016                 | N/A               |
| 4    | "Pinkie Pie Slumber Party"                                  | N/A                                    | As seis protagonistas                        | 20 segundos             | 8 de abril de 2016                      | N/A               |
| 5    | "Dance Off"                                                 | N/A                                    | Twilight Sparkle Rainbow Dash                | 30 segundos             | 15 de agosto de 2016                    | N/A               |
| 6    | "Pillow Fight"                                              | N/A                                    | As seis protagonistas                        | 20 segundos             | 7 de novembro de 2016                   | N/A               |
| 7    | "Adventures at Canterlot High: Class w/ Principal Celestia" | N/A                                    | As seis protagonistas Principal Celestia     | 15 segundos             | 3 de fevereiro de 2017                  | N/A               |
| 8    | "Adventures at Canterlot High: Sci-Twi's Lab"               | N/A                                    | Twilight Sparkle Pinkie Pie and Photo Finish | 15 segundos             | 3 de fevereiro de 2017                  | N/A               |
| 9–10 | "The Show Must Go On"                                       | Parte 1 Parte 2                        | As seis protagonistas Juniper Montage        | 15 segundos             | 13 de julho de 2017                     | N/A               |
| 11   | "Beach Fun"                                                 | N/A                                    | As seis protagonistas Spike Trixie           | 15 segundos             | 22 de março de 2018                     | N/A               |
| 12   | "Fun at the Theme Park!"                                    | N/A                                    | As seis protagonistas                        | 15 segundos             | 13 de setembro de 2018                  | N/A               |

1. ↑  Esta versão apresenta diálogos falados em inglês.
2. ↑  Esta versão não apresenta nenhum diálogo falado.
3. ↑  Esta versão apresenta algumas pequenas alterações gráficas na tela em comparação com o lançamento inicial.

### Publicações

#### Livros
Os seguintes livros de ficção jovenil são originalmente publicados pela editora LB Kids de Hachette Book Group USA. A editora britânica Orchard Books of Hachette UK, bem como The Five Mile Press da Austrália, também foram publicadas. As datas listadas são as datas de publicação dos Estados Unidos.
| N° | Título                                                                 | Autor        | Publicado                             | Data                  |
| -- | ---------------------------------------------------------------------- | ------------ | ------------------------------------- | --------------------- |
| 1  | My Little Pony: Equestria Girls: Through the Mirror                    | G.M. Berrow  | Little, Brown Books for Young Readers | 1 de outubro de 2013  |
| 2  | My Little Pony: Equestria Girls: Rainbow Rocks                         | Perdita Finn | Little, Brown Books for Young Readers | 8 de abril de 2014    |
| 3  | My Little Pony: Equestria Girls: Rainbow Rocks: The Mane Event         | Perdita Finn | Little, Brown Books for Young Readers | 7 de outubro de 2014  |
| 4  | My Little Pony: Equestria Girls: Sunset Shimmer's Time to Shine        | Perdita Finn | Little, Brown Books for Young Readers | 5 de maio de 2015     |
| 5  | My Little Pony: Equestria Girls: Friendship Games                      | Perdita Finn | Little, Brown Books for Young Readers | 6 de outubro de 2015  |
| 6  | My Little Pony: Equestria Girls: Twilight's Sparkly Sleepover Surprise | Perdita Finn | Little, Brown Books for Young Readers | 17 de maio de 2016    |
| 7  | My Little Pony: Equestria Girls: The Legend of Everfree                | Perdita Finn | Little, Brown Books for Young Readers | 6 de setembro de 2016 |
| 8  | My Little Pony: Equestria Girls: Magic, Magic Everywhere!              | Perdita Finn | Little, Brown Books for Young Readers | 6 de junho de 2017    |
| 9  | My Little Pony: Equestria Girls: A Friendship to Remember              | Perdita Finn | Little, Brown Books for Young Readers | 5 de dezembro de 2017 |

Além dos livros, os seguintes também foram publicados pela editora LB Kids.
| N°  | Título                                                              | Autor              | Publicado                             | Data                   |
| --- | ------------------------------------------------------------------- | ------------------ | ------------------------------------- | ---------------------- |
| N/A | My Little Pony: Equestria Girls: Legend of Everfree: Save Our Camp! | Louise Alexander   | Little, Brown Books for Young Readers | 6 de setembro de 2016  |
| N/A | My Little Pony: Equestria Girls: Wondercolts Forever                | Sadie Chesterfield | Little, Brown Books for Young Readers | 3 de janeiro de 2017   |
| N/A | Canterlot High Stories: Rainbow Dash Brings the Blitz               | Arden Hayes        | Little, Brown Books for Young Readers | 3 de abril de 2018     |
| N/A | Canterlot High Stories: Twilight Sparkle's Science Fair Sparks      | Arden Hayes        | Little, Brown Books for Young Readers | 5 de junho de 2018     |
| N/A | Canterlot High Stories: Pinkie Pie and the Cupcake Calamity         | Arden Hayes        | Little, Brown Books for Young Readers | 2 de outubro de 2018   |
| N/A | Make Your Own Magic: The Starswirl Do-Over                          | Whitney Ralls      | Little, Brown Books for Young Readers | 9 de fevereiro de 2019 |

#### Quadrinhos
Os seguintes quadrinhos, foram publicados pela editora IDW Publishing.
O primeiro quadrinho intitulado My Little Pony Annual 2013: Equestria Girls, serviu como um tie-in para o filme direct-to-video de 2013 My Little Pony: Equestria Girls, publicado em 30 de outubro de 2013, contém duas histórias precursoras em conjunto antes dos eventos do filme.
Segundo quadrinho intitulado como Equestria Girls Holiday Special, serviu como um tie-in para o filme direct-to-video de 2014 My Little Pony: Equestria Girls – Rainbow Rocks, publicado em 17 de dezembro de 2015, contém duas histórias sequências definidos após os eventos do filme.
Terceiro quadrinho intitulado como Fiendship Is Magic #3, serviu como apresentação das sereias, as criaturas malignas, como apareceu em Rainbow Rocks, como foram banidas de Equestria por Star Swirl, O Barbudo, e enviu elas para mundo humano através do Portal Mirror.
Quarto quadrinho intitulado como My Little Pony Equestria Girls: Canterlot High: March Radness, narra a primavera chegando e suas garotas favoritas de Equestria voltaram com três novas aventuras! Comemore March Radness com o evento Spring Athletic, uma visita do famoso A.K. Ela mesma com um ano de idade e... detenção?! Volte para Canterlot High, onde travessura, diversão e amizade se chocam!
| Título                                                        | Data                   | Autor | ISBN            |
| ------------------------------------------------------------- | ---------------------- | --- | --------------- |
| My Little Pony: Annual 2013                                   | 30 de outubro de 2013  | T. Anderson, K. Cook (história); T. Fleecs, A. Price (desenhador); H. Breckel, L. Perry (colorista); T.B. Long (letista); B. Curnow (escritor)                                                               | ISBN 1631405152 |
| My Little Pony: Equestria Girls Holiday Special               | 17 de dezembro de 2014 | T. Anderson (história); T. Fleecs (desenhador); H. Breckel (colorista); N. Uyetake (letista); B. Curnow (escritor)                                                                                           | —               |
| My Little Pony: Fiendship Is Magic Issue 3                    | 15 de abril de 2015    | J. Whitley, C. Rice, T. Anderson, H. Nuhfer, K. Cook (história); B. Hickey, T. Fleecs, A. Garbowska, A. Price (desenhista); A. Mebberson, S. Richard (colorista); N. Uyetake (letista); B. Curnow (escritor) | ISBN 1631403397 |
| My Little Pony Equestria Girls: Canterlot High: March Radness | 25 de março de 2020    | Danny Djeljosevic, Christina Rice e Toni Kuusisto (história); Toni Kuusisto (desenhista); Heather Breckel (colorista); Megan Brown (escritor)                                                                | —               |

### Videoclipes live-actions
Até a programação do Jogos da Amizade, Hasbro lançou uma série de videoclipes live-actions para promover a linha de brinquedos. Os vídeos apresentam as dançarinas femininas, vestidas como as protagonistas, dançando para interpretações da música de "Equestria Girls", um número ouvido no primeiro filme de "Equestria Girls".
Com a primeira formação, Hasbro lançou um videoclipe live-action, intitulado A Amizade É Mágica, no site Entertainment Weekly em 30 de agosto de 2013, representando sete adolescentes, como os seis protagonistas e Sunset Shimmer, fazendo uma nova rotina de dança chamada "The EG Stomp" em uma cafeteria de escola para uma versão de comercial de Toy Commercial para música de "Equestria Girls".
Em 20 de fevereiro de 2014, a Hasbro lançou novo videoclipe live-action em seu site oficial para coincidir com a formação de Rainbow Rocks, retratando os protagonistas de uma banda de rock. O videoclipe, também intitulado Rainbow Rocks, usa uma versão de rock na música de "Equestria Girls" e retrata os protagonistas que executam o "EG Stomp". Através do canal do YouTube Equestria Girls, outro videoclipe foi lançado em 4 de agosto de 2014. Ele retrata quatro adolescentes mais, cada uma vestida como Dazzlings e DJ Pon-3, respectivamente. Em fevereiro de 2015, foi lançado outro videoclipe intitulado "Rainbooms Remix".
Em 14 de agosto de 2015, no mesmo ano em que a linha Jogos da Amizade foi lançada, a Hasbro lançou um videoclipe live-action em seu site, representando cinco dos seis protagonistas, além de Sunset Shimmer, em uma competição esportiva contra a Twilight Sparkle de Crystal Prep.

### Aplicativo móvel e jogos onlines
Em 15 de outubro de 2013, aplicativo móvel My Little Pony de Gameloft foi atualizado para incluir o mini-jogo Equestria Girls.
Um mini-jogo do tipo comando de míssil Rainbow Rocks foi adicionado ao aplicativo móvel  Hasbro Arcade  em 8 de abril de 2014. Em 29 de outubro de 2014, o mini-jogo foi atualizado para incluir os Dazzlings com duas músicas do filme e uma música de um dos videoclipes live-actions.
Em 7 de junho de 2014, um jogo de Rainbow Rocks intitulado "Repeat the Beat" foi lançado no site  Equestria Girls da Hasbro; quase dois meses depois, mais dois jogos foram lançados em 31 de julho de 2014, sendo um deles "Equestria Girls: Battle of the Bands" e o outro é "Equestria Girls: V.I.F. (Very Important Friend)".
Em 4 de agosto de 2015, um jogo de Jogos de Amizade intitulado "Archery Game" foi lançado no site Equestria Girls da Hasbro.

## Outras mercadorias

### Trilhas sonoras
- My Little Pony: Equestria Girls – Soundtrack (2013)
- Equestria Girls: Rainbow Rocks – Soundtrack (2014)
- Equestria Girls: Friendship Games – Soundtrack (2015)
- Equestria Girls: Legend of Everfree – Soundtrack (2016)

O My Little Pony 2015 Convention Collection lançado no San Diego Comic-Con International 2015, contém quatros trilhas sonoras nos primeiros dois filmes: Equestria Girls e Rainbow Rocks.

## Recepção
Houve críticas sobre a abordagem de antropomorfismo da linha de brinquedos, bem como a franquia em geral. Antes do lançamento do filme "Equestria Girls", várias mães falaram com o "New York Daily News", afirmando preocupações sobre os personagens humanizados, descrevendo-os como "muito sexy", "anoréxicos", "voltando ao original das bonecas da Barbie" ou "parecendo com a Bratz", e vários temiam permitir que seus filhos fossem influenciados pelos olhares. No entanto, alguns consideravam razoáveis com outras mídias atuais, como A Pequena Sereia, com um dos pais afirmando que sentiu que não é "pior do que Ariel de melhor de bikini por duas horas". Amanda Marcotte de Slate considerou que a mudança dos personagens para a forma humana era popularizar Equestria Girls com a base dos fãs adultos de A Amizade É Mágica, que ela afirma "manifestaram um forte interesse em ver os pôneis em formas sexys e humanizadas". No entanto, muitos desses fãs adultos expressaram desapontamento no anúncio da franquia e dos personagens, considerando Equestria Girls estar tentando atrapalhar essa audiência mais antiga, e que a abordagem "vai contra tudo o que pônei estava tentando provar". Craig McCracken, falando para sua esposa Lauren Faust, A Amizade é Mágica, o showcunner criativo para as duas primeiras temporadas antes de demitir-se, afirmou que McCracken sentiu que ela "não era" tem o maior fã de "Equestria Girls", opinando que a abordagem de transformar os personagens pôneis em humanos teria sido contra a maneira que queria levar na série de televisão.
Ao analisar o filme Jogos da Amizade, Mike Cahill, do The Guardian, lançou o filme atribuído das duas estrelas de cinco, chamando-o de "um suborno", mas acrescentando que "o design não é ruim, e seu espírito colegial animado supera a estupidez da spin-off de Tinkerbell da Disney".